# Русские на Украине

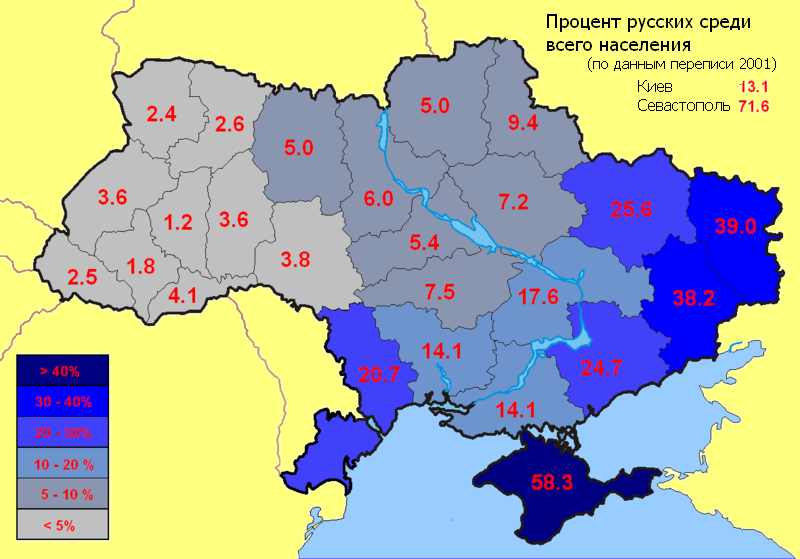
Доля русских среди населения разных регионов (по данным переписи 2001 года)

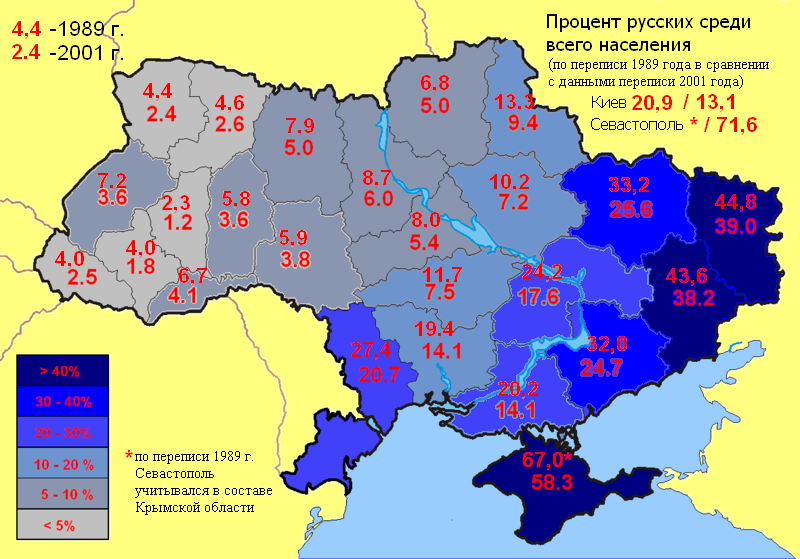
Доля русских среди населения разных регионов (по данным переписи 1989 года)

Русские (укр. Росіяни в Україні) — вторая по численности этническая группа Украины, по данным переписи 2001 года составляли 17,3 % населения страны (8 334 100 человек). Это самая большая русская община за пределами России в абсолютных цифрах, но не в процентном отношении. Для сравнения, русские по оценкам на начало 2021 года в Латвии составляли 24,5 % населения страны (463 587 человек), а в соседней Эстонии 24,3 % населения страны (322 700 человек). Для сравнения в Казахстане, по данным переписи населения Казахстана 2021 года, русские составляли 15,54 % населения страны (2 981 946 человек).
Законодательство Украины относит к национальным меньшинствам «группы граждан Украины, которые не являются украинцами по национальности, обнаруживают чувства национального самосознания и общности между собой».
Русские живут на всей территории Украины, но преимущественно проживают в южных и восточных регионах, в меньшей степени — в Центральной Украине.
Стоит отметить, что в России принято преувеличивать количество русских на Украине, в частности президент России Владимир Путин заявлял о «17 миллионах русских на Украине» вместо 17 %.

## История расселения и численность

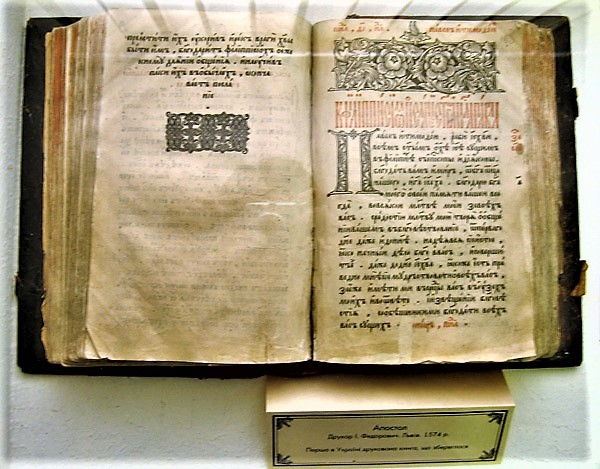
«Апостол» первопечатника Ивана Фёдорова, напечатанный во Львове (1574) — самая древняя печатная книга на церковно-славянском языке, которая была отпечатана на территории современной Украины

### До XX века

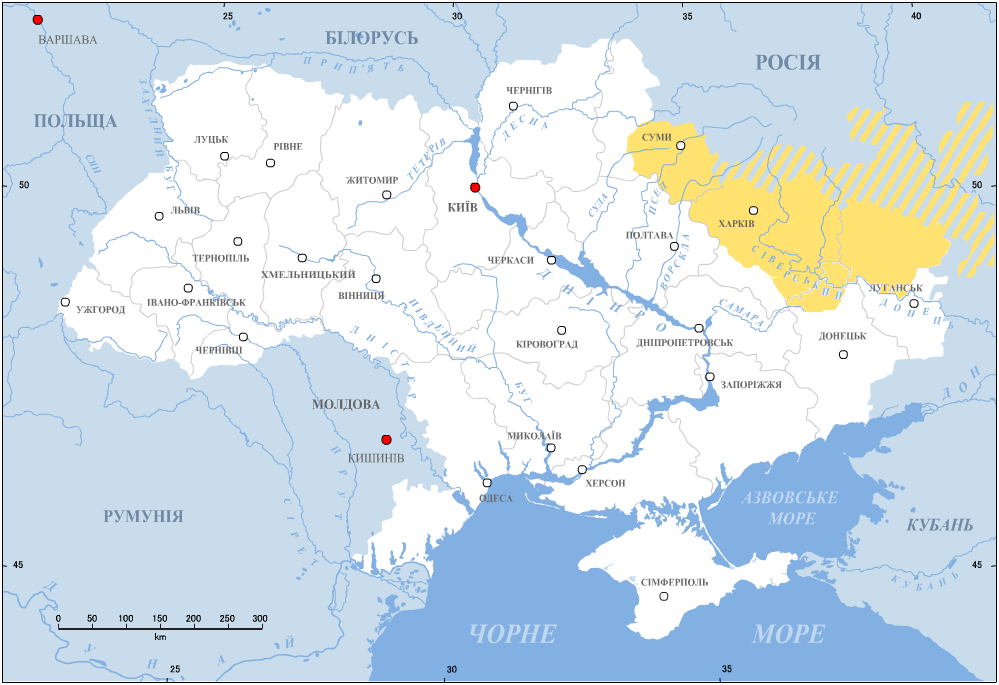
Слобожанщина

Переселение русских из Северо-Восточной Руси значительно усилилось после перехода Войска Запорожского под власть русского царя в 1654 году. Сначала преобладало переселение «служило-ратных людей», военных поселенцев-крестьян, представителей администрации. 
Наибольшие этнические массивы русских появились на Слобожанщине в XV—XVII и в Новороссии, Бессарабии и Буковине в последней четверти XVIII века. Слободы, которые возникали при строительстве оборонительных линий и крепостей, заселялись преимущественно великороссами, о чём свидетельствуют их названия: Тамбовская слобода, Орловская и т. д. Выходцами из русских губерний и русской администрацией были основаны почти все крупнейшие ныне города современных южных и восточных регионов Украины.
30 апреля 1746 года указом императрицы Елизаветы устанавливается граница между запорожскими и донскими казаками. Границей объявлялась река Кальмиус на всем её протяжении от истоков до устья: к западу от неё землями и реками владеют запорожцы, к востоку — донцы. Эта граница как рубеж между Областью Войска Донского и Войском Запорожским Низовым, а позднее Екатеринославской губернией сохранялась до самой революции. В состав Области Войска Донского входили также земли современных Станично-Луганского, Свердловского, Антрацитовского районов Луганской области.
Среди русских было много старообрядцев, которые переселялись в Речь Посполитую, Турцию и новоприсоединённые земли Российской империи. Русскими старообрядцами-филипповцами был основан ряд поселений в Подольской губернии, липованами — на Северной Буковине и Южной Бессарабии. С 1802 по 1813 годы духоборы основали 9 поселений в Мелитопольском уезде, а молокане в первой трети XIX века — поселения на реке Молочной.
Во второй половине XVIII века появляется «помещичья колонизация». Помещики получают большие наделы земли на Украине и переводят в них крепостных крестьян из центральных губерний. Однако основную роль уже в это время играет «вольная колонизация», начинавшаяся с переселения беглых крепостных крестьян.
Наибольший поток русских переселенцев направлялся в малонаселённые районы Юго-Западной России — Причерноморье, Приазовье, Слобожанщину.
В 1719 году на Левобережье было 40 тысяч русских, а в Новороссии — 72 тысячи человек.
На Правобережье русские переселялись сравнительно мало, так как этот регион вошёл в состав Российской империи сравнительно поздно (после второго раздела Речи Посполитой) и был плотно населён.
Большую роль великороссы играли в торговле. В вышедшем в 1858 году «Исследовании о торговле на украинских ярмарках» И. С. Аксаков писал: 

Если проследить происхождение всех сколько-нибудь значительных торговцев украинских городов, то окажется, что все они родом из Калуги, Ельца, Тулы и из других чисто великорусских мест. Ходебщики Ковровского и Вязниковского уездов Владимирской губернии, известные под названием Офеней, исходив сторону вдоль и поперек и ознакомясь с нею довольно, приписывались к городам Новороссийского края — и большинство новороссийского купечества составлено из них. Не говорим про Сумы и Харьков, города, созданные русскими торговцами, но и в Полтаве, в Лохвице, в Лубнах — везде ворочают торговлею «фундаментальною», по купеческому выражению, великороссияне; мелкою, розничною — евреи. Мы утверждаем это, основываясь на рассмотренных нами именных списках купечества во многих городах Малороссии и на личных наших расспросах, но мы имеем, в пользу своего мнения, свидетельство и за прежнее время.
До крестьянской реформы 1861 года русское население государственной силой и общинами удерживалось от переселения на южные земли, а после её проведения возник социально-экономический механизм, выталкивавший русских крестьян из мест их традиционного обитания. Около 4/5 крестьянских хозяйств Центральной России вынуждены были продавать рабочую силу. В то же время на территории современного юго-востока Украины в пореформенный период были более низкие цены на землю, чем в Центрально-Чернозёмном районе России, существовала постоянная нужда в рабочих руках, которые, к тому же, лучше оплачивались, чем в России. Так, во второй половине XIX века население Донбасса увеличивалось в 5 раз быстрее, чем в других регионах Российской империи.
По данным переписи 1897 года в горнозаводской промышленности Донбасса русские составляли 74 % рабочих, в металлургии — 69 %.
В конце XIX — начале XX века русские составляли наибольшую этническую группу в следующих крупных и средних городах: Киев (54,2 %), Харьков (63,1 %), Одесса (49,09 %), Николаев (66,33 %), Мариуполь (63,22 %), Луганск (68,16 %), Бердянск (66,05 %), Херсон (47,21 %), Мелитополь (42,8 %), Екатеринослав (41,78 %), Елисаветград (34,64 %), Павлоград (34,36 %), Симферополь (45,64 %), Феодосия (46,84 %), Ялта (66,17 %), Керчь (57,8 %), Севастополь (63,46 %), Чугуев (86 %).
|                                                                                |  | |
| Старообрядческая Космодемьянская церковь в Белой Кринице (Черновицкая область) |  | Сарафан, женская народная одежда XIX начало — XX века, из этнографической коллекции вещей русских старообрядцев из Южной Бессарабии (Одесская область) |

### Украина в составе СССР

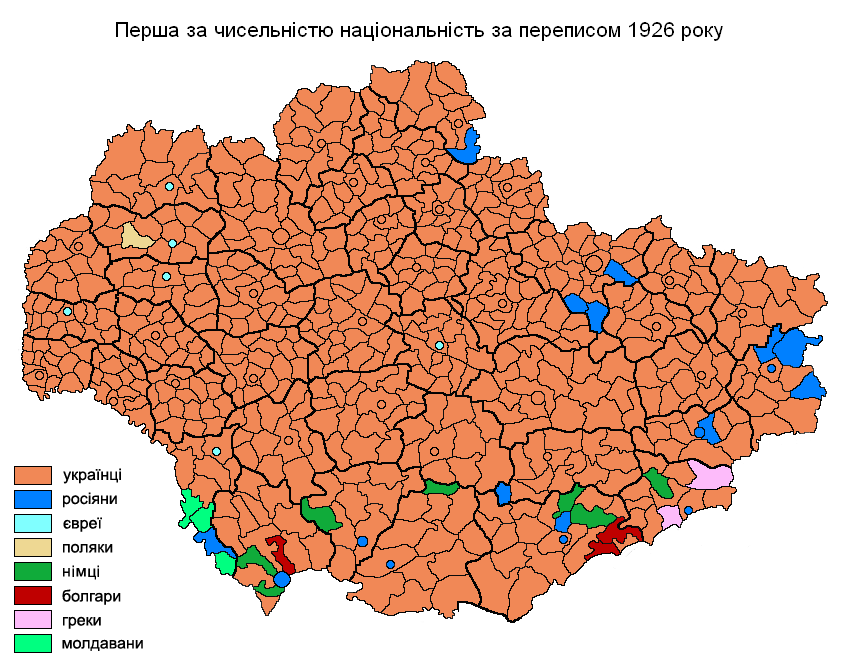
Первая по численности национальность в городах и районах Украинской ССР согласно переписи 1926 года

В советское время происходил рост абсолютной и относительной численности русского населения на Украине.
- 1926 г. — 2 677 166 человек или 9,23 %[11][12],
- 1939 г. — 4 175 299 человек или 13,49 %[12][13],
- 1959 г. — 7 090 813 человек или 16,94 %[14],
- 1970 г. — 9 126 331 человек или 19,37 %[15],
- 1979 г. — 10 471 602 человека или 21,11 %[16],
- 1989 г. — 11 355 582 человека или 22,07 %[17].

До середины 1930-х годов русские составляли большинство рабочего класса, специалистов и руководителей Донбасса, особенно в угледобывающей отрасли. Как и остальное население Украины, от голода 1921—1922, 1925 и 1932—1933 годов пострадали русские национальные районы, в Донбассе более всего — Станично-Луганский и Петровский. Жёсткая политика советского руководства по отношению к крестьянству (коллективизация, хлебозаготовки, принудительные переселения) в равной мере затронула и русское крестьянство на Украине.
В апреле 1927 года в резолюции ЦК КП(б)У «Про последствия украинизации» русских в УССР признали национальным меньшинством, которое имеет равные с другими права на обеспечение своих языковых и культурных потребностей. Это создало основания для создания русских национально-административных единиц. На Украине было создано 8 русских национальных районов (по состоянию на 1927 год среди всего населения районов русские составляли 71,6 %), 379 русских сельских и 9 поселковых советов (84,1 % населения которых составляли русские), в этих районах действовало 1539 русских школ. По состоянию на 1931 год, с учётом административных реорганизаций, русскими национальными районами были: Путивльский, Великописаревский (оба — на современной Сумщине), Чугуевский, Алексеевский (оба на современной Харьковщине), Верхне-Тепловский, Сорокинский (оба в современной Луганской области), Каменский (в современной Запорожской области), Терпенянский. Луганск также был признан «национально русским городом».
Русские национально-территориальные единицы прекратили своё существование в 1938 году, когда были преобразованы в обычные.
Во время Великой Отечественной войны русские составляли 23 % состава партизанских отрядов, действовавших на территории Украины, то есть их доля среди партизан была выше примерно в два раза, чем доля в составе всего населения УССР.
В результате процессов, происходивших во время Второй мировой войны и после неё, изменилась этническая ситуация на Украине.

### Независимая Украина

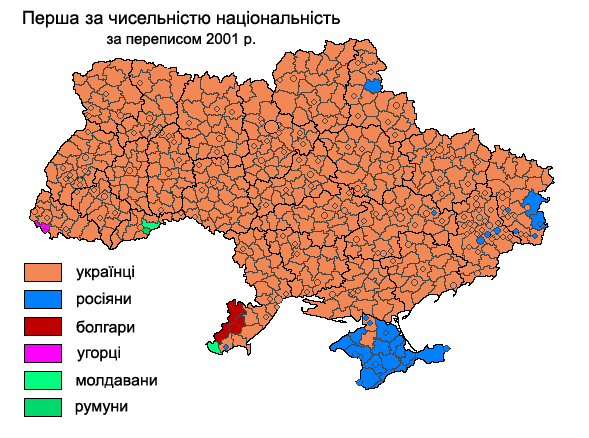
Первая по численности национальность в городах и районах Украины согласно переписи 2001 года

На момент распада СССР в Украине проживало наибольшее количество русских среди всех республик СССР кроме РСФСР. Толерантное отношение к русским в Украине позволило Ельцину проигнорировать призывы к их защите в бывших перифериях империи. Русские в Украине не имели опасений по поводу независимой Украины и независимость поддержали, обеспечив распад СССР, и распад мирный.
По данным переписи 2001 года, на Украине было 8334,1 тыс. русских, 17,2 % от всего населения Украины. По данным переписи русские представляют собой наибольшую этническую группу в Севастополе (71,7 %) и Автономной Республике Крым (58 %), а также в следующих административных единицах среднего уровня: Донецк (48,2 %), Макеевка (50,8 %), Енакиево (51,44 %, Донецкая область), Терновка (52,9 %, Днепропетровская область), Краснодон (63,3 %), Стаханов (50,1 %), Свердловск (58,7 %), Краснодонский (51,7 %) и Станично-Луганский (61,1 %) районы Луганской области, Измаил (43,7 %, Одесская область), Вилково (70,54 %, Одесская область), Путивльский район (51,6 %, Сумская область). Районы Донецка восточнее Кальмиуса, Макеевка, Свердловск, Станично-Луганский район — территория, до революции входившая в состав Области Войска Донского.
Значительна доля русских в городах Мариуполе (44,41%),  Луганске (47 %), Горловке (44,82 %), Мелитополе (38,9 %), Северодонецке (26,9 %).
По данным переписи 2001 года, русские составляют менее половины, но более 20 % населения в некоторых областях, городах и сельских районах: в Донецкой области (38,2 %), Луганской (39,0 %), Харьковской (25,6 %), Запорожской (24,7 %), и Одесской областях (20,7 %); в Днепропетровской области города: Днепропетровск (23,5 %), Никополь (26,6 %), Орджоникидзе (22, 0 %), Кривой Рог (23, 0 %), Павлоград (24, 9 %), Першотравенск (34,0 %); в Запорожской области город Запорожье (25,4 %); в Харьковской области город Харьков (33,2 %); в Киевской области город Славутич (30,0 %); в Одесской области город Одесса (29,0 %); в Николаевской области город Николаев (23,1 %); в Херсонской области города Херсон (20,0 %) и Новая Каховка (23,44 %); в Сумской области Великописаревский район (26,7 %).
Кроме Автономной Республики Крым и Севастополя, согласно данным переписи 2001 года, наибольшее количество русских проживает в Донецкой (1844,4 тыс. человек, или 14,2 % от всего количества), Луганской (991,8 тыс. человек, или 11,9 %), Харьковской (742,0 тыс. человек, или 8,9 %), Днепропетровской (627,5 тыс. человек, или 7,5 %), Одесской (508,5 тыс. человек, или 6,1 %) и Запорожской (476,7 тыс. человек, или 5,7 %) областях. Удельный вес русских относительно всего населения в этих регионах также высокий и составляет от 17,6 % в Днепропетровской до 39,0 % в Луганской области. Всего на перечисленных территориях проживает 71,7 % (6,6 млн) всех русских Украины.
Среди других областей по данным переписи 2001 года только в Николаевской, Херсонской, Сумской, Полтавской и Киевской количество русских превышает 100 тыс. человек в каждой, а их доля равна 6—14 %; в остальных областях абсолютное и относительное количество русских среди всего населения каждого из этих регионов незначительно и изменяется от 1,2 % в Тернопольской до 3,6 % во Львовской области. В Киеве русских насчитывается 337,3 тыс. человек, или 13,1 % всех жителей.
Как указывает С. А. Тархов, уменьшение численности русских на 3021,5 тысячи человек в период между переписями 1989 и 2001 года связано, по-видимому, как «с репатриацией русских в Россию…, так и дерусификацией русских, которые в условиях активной украинизации в 1990-е годы записались в переписи 2001 года как украинцы. Особенно значительно сократилась численность русских в традиционных русскоязычных восточных областях. Максимальная абсолютная убыль русских была зарегистрирована в Крыму (-512,1 тысячи чел.), Донецкой (-471,7 тысячи), Харьковской (-312,2 тысячи), Днепропетровской (-308,2 тысячи), Луганской (-287,2 тысячи), Одесской (-210,5 тысячи) областях, Киеве (-199,4 тысячи), Запорожской области (-187,3 тысячи чел.). Сравнивая цифры прироста украинцев и убыли русских в ряде регионов, можно сделать вывод о том, что часть населения этих регионов (Киев, Одесская обл.), считавших себя русскими в 1989 году, стали украинцами в 2001 году. Единственным местом Украины, где число русских увеличилось, был Севастополь (+30,1 тысячи человек)».
По сообщению украинского Государственного комитета статистики, в 2011 году на постоянное место жительство на Украину прибыло более 19,5 тысяч граждан России. Таких образом Россия занимала первое место по количеству иммигрантов на Украину, общее число которых в 2011 году составило почти 65 тысяч человек.
|                            |  |                                            |  |                                                         |
| Газеты русских организаций |  | Русский научный и культурный центр в Киеве |  | «Русская» церковь и Русский культурный центр во Львове. |

## Социальные особенности
В 1926 русские составляли четверть городского населения; большинство русских, 50,1 % общей численности проживало в городах. В 1959 81 % всех русских Украины проживал в городах, в 1989 — 88 %, в 2001 — 84 %.
На рубеже XIX—XX столетий заметную часть среди русского населения составляли военнослужащие, служащие администрации. В дальнейшем роль русских перемещается от административно-управленческой к хозяйственно-организационной сфере жизни. В 1926 году русские составляли 38,2 % рабочего класса Украины.
Благодаря большей урбанизированности уровень образования у русских на Украине один из самых высоких; среди всех этнических групп он выше только у евреев. В 1989 на 1 тысячу занятых обладали высшим, незаконченным высшим или средним образованием 482 русских и 355 украинцев. Высший уровень образования обуславливает большую долю лиц, занятых умственным трудом, а среди занятых физическим трудом — работников высокой квалификации. В 1989 году в основном физическим трудом было занято 38,6 % русских и 29,4 % украинцев. При этом среди русских была выше доля служащих (36,0 % по сравнению с 23,5 % у украинцев) и рабочих (59,3 % по сравнению с 54,5 среди украинцев) и значительно ниже доля колхозников (4,6 % по сравнению с 21,8 % у украинцев).
Вместе с социальными особенностями для русских на Украине характерны и некоторые отраслевые особенности трудовой деятельности. Они несколько больше, чем украинцы по данным переписи 1989 были заняты в промышленности (соответственно 38,6 % и 31,2 %), строительстве (7,2 % и 6,5 %), на транспорте и в связи (8,4 % и 7,4 %), в здравоохранении, физкультуре и социальном обеспечении (6,0 % и 5,2 %), в образовании, культуре и искусстве (9,3 % и 8,5 %), науке и научном обслуживании (3,6 % и 2,0 %). Гораздо меньше русских было занято в сельском и лесном хозяйстве (соответственно 8,2 % и 23,4 %).
Согласно данным переписи 2001 года из 8,33 млн русских на Украине, были заняты в различных сферах труда 3,1 млн. Русские заметно отличались в среднем более высоким уровнем образования: 1,46 млн русских имели высшее образование, 1,7 млн — незаконченное или базовое высшее образование, 2,54 млн — законченное среднее, 1,07 млн — базовое среднее образование, 0,85 млн — незаконченное среднее, 0,35 млн не имели начального среднего образования, только 0,026 млн были неграмотны.

### Электоральные предпочтения
Исследования Киевского международного института социологии показали, что русские Украины, как и русскоязычное население в целом, имеют значительные электоральные отличия от украиноязычного населения: на президентских выборах 1994 года большинство русских поддержало Леонида Кучму, на выборах 2004 года — Виктора Януковича, которые использовали лозунги сближения с Россией и придания русскому языку статуса официального.

## Традиции
Русские на Украине сохранили часть национальных традиций. Некоторые особенности национального костюма сохранились у субэтносов русского народа, проживающих в этой стране: липован, горюнов, молокан, духоборов, а также старообрядцев. Особенности русской народной архитектуры (в частности, украшенные резьбой деревянные ворота, наличники, двери) сохранились в некоторых русских сёлах.